# 西村真悟
西村真悟（1948年7月7日—），是日本的政治人物、前律師（屬於大阪律師公會）。大阪府堺市出身。當選五任眾議院議員，日本之心党籍。
西村真悟的父親是日本民社黨第二任中央執行委員長西村榮一，岳父是前眾議院議員岡澤完治。
西村真悟於京都大學法律系畢業。在神戶市擔任三年公務員後離職，並於同年考取律師。1992年的第16屆參議院議員通常選舉中，在日本社會黨及民社黨共同推薦下代表民主改革連合出馬競選，但是落選。1993年第40回眾議院議員總選舉，在新生黨推薦下代表民社黨出馬競選，獲得勝選。1996年、2000年、2003年及2005年的眾議員選舉中也獲得連任。西村真悟一度於1999年在小淵惠三內閣中曾擔任防衛廳次長，但因為主張日本擁有核武反擊能力，並且於受訪時表示「核武是抑止力，如果強姦不受罰的話，我和大家都會成為強姦犯」、「國防就是為了防止我們的婦女遭受敵人的強姦；像社民黨那些反對國防的人，就讓她們被強姦算了，我也不願意去救她們」，由於連續使用八次的「強姦」字眼引發輿論大嘩，西村真悟出任防衛廳次長僅十四天便宣佈辭職。
西村真悟的政治傾向較為右傾，在1995年的終戰五十年決議文表決時他持反對立場，又主張對朝鮮綁架日本人問題以經濟制裁方式面對，並且主張扶桑社編纂的新歷史教科書應予以通過，而且也曾經登陸釣魚台列嶼。

## 荣誉

### 日本勋章奖章
- 旭日重光章（2018年11月3日公布[1]）

## 外部連結
- 西村真悟官方網站 （页面存档备份，存于）